# Планерная (станция метро)
«Пла́нерная» (первоначальное название «Планёрная») — станция Московского метрополитена, северная конечная Таганско-Краснопресненской линии. Расположена в районе Северное Тушино (СЗАО), названа по одноимённой улице. Открыта 30 декабря 1975 года в составе участка «Октябрьское Поле» — «Планёрная». Колонная трёхпролётная станция мелкого заложения с одной островной платформой. Код станции — 128.

## История
Станция открыта в 1975 году в составе участка «Октябрьское Поле» — «Планёрная», после ввода в эксплуатацию которого в Московском метрополитене стало 103 станции. Названа по Планерной улице, на которой расположены наземные вестибюли станции. Название же улицы Планерная связано с Центральным аэроклубом СССР имени Чкалова, ныне Национальный аэроклуб России имени Чкалова, одним из видов деятельности которого являлся планёрный спорт.

### Неоднозначность постановки ударения
Слово планёр (от фр. planeur) должно произноситься с буквой «ё», но из-за её факультативного употребления во времена СССР слово «планёр» чаще произносится как «пла́нер», в связи с чем словари отражают оба варианта произнесения как возможные. Это отразилось в прочтении названия (улицы, станции метро, электродепо). До 1990-х годов диктором в информаторе поездов станция объявлялась как «Планёрная», а в конце 1990-х годов произношение названия станции на записи было изменено на обиходную форму — «Пла́нерная».
Данная ситуация не единична, в пример можно взять район Хорошёво-Мнёвники, с прочтением названия которого также возникают трудности.
Текущее название станции «Планерная» отражено на действующей схеме метро (как на официальном сайте, так и в печатном варианте), на которой отмечены все случаи употребления буквы «ё».

## Архитектура и оформление
Станция «Планерная» — колонная трёхпролётная мелкого заложения. Глубина — 6 метров. На станции два ряда колонн по 26 штук с шагом 6,5 метра. Архитектор — М. Л. Тренин, инженер-конструктор — Т. А. Жарова.
Колонны на станции облицованы белым мрамором «коелга». Пол выложен серым гранитом. Путевые стены украшены геометрическим орнаментом. На путевых стенах кабельных шкафов находятся декоративные панно из кованого алюминия.

## Расположение и вестибюли
Расположена на территории района Северное Тушино города Москвы. Выход в город осуществляется через наземные вестибюли на Планерную улицу и на улицу Бубнова. В 2011 году около станции был построен транспортно-пересадочный узел «Планерная».

## Путевое развитие
За станцией находятся стандартные шестистрелочные оборотные пути и соединительные ветви в электродепо «Планерное». В оборотном тупике при въезде на станцию висят стрелочные часы для машинистов.

## Перспективы
В перспективе возможно сооружение за «Планерной» ещё двух станций в направлении Химок, однако в настоящее время данное предложение находится под вопросом в связи с одобрением проекта наземного метро на базе существующей железной дороги. В прошлых планах, недалеко от электродепо «Планерное» и МКАД, на улице Свободы предполагалось сооружение одной станции с проектным названием «Бутаковская».

## Наземный общественный транспорт

### Городской
На этой станции можно пересесть на следующие маршруты городского пассажирского транспорта:
- Автобусы: 88, 96, 173, 267, 313, 324, 357, 359, 362, 368, с396, 488, 678, 817, 865, 865к, Т

### Областной
Автобусы
- 154к:  Планерная — Химки (Госпиталь Минобороны)
- 383:  Планерная — Химки (Улица Дружбы)
- 434:  Планерная — Химки (Новогорск)
- 469:  Планерная — Станция Химки
- 472:  Сходненская —  Планерная —  Долгопрудная
- 484:  Планерная — Химки (Подрезково)
- 484с:  Планерная — Химки (Улица Германа Титова)
- 946к:  Планерная — Химки (МЕГА-Ашан)
- 971к:  Сходненская —  Планерная — Химки (ЖК Мишино)
- 980, 982:  Планерная — Химки (Синемапарк)[14]
- 981:  Планерная — Химки (Больница № 119)

Троллейбусы
- 202:  Планерная — Химки (Улица Дружбы)
- 203:  Планерная — Химки (Стадион «Родина»)

## Галерея
| - Зал станции. 15 ноября 2010. - Прибывающий поезд. 15 ноября 2010. - Табличка о станции. 15 ноября 2010. - Название на путевой стене. 15 ноября 2010. |

## Станция в цифрах
Пассажиропоток станции за 1 квартал 2023 года по данным Портала открытых данных Правительства Москвы: 38,0 тыс. чел. в сутки на вход и 36,6 тыс. чел. в сутки на выход.
- Таблица времени прохождения первого поезда через станцию[16]:

| По чётным числам                | Будние дни | Выходные дни |
| По нечётным числам              | Будние дни | Выходные дни |
| В сторону станции «Сходненская» | 05:41:00   | 05:40:00     |
| В сторону станции «Сходненская» | 05:58:00   | 05:58:00     |